# Штайнхаузен, Йорг
Йорг Штайнхаузен (нем. Jörg Steinhausen; род. 31 мая 1970, Нюмбрехт, Германия) — немецкий мотогонщик, дважды вице-чемпион мира по шоссейно-кольцевым гонкам в классе мотоциклов с колясками (2002, 2012), 6-кратный чемпион Германии (1997–1999, 2001, 2003, 2004). Сын двукратного чемпиона мира Рольфа Штайнхаузена.

## Спортивная карьера
Йорг Штайнхаузен дебютировал на международном уровне в 1997 году, на следующий год после исключения Чемпионата мира по шоссейно-кольцевым гонкам на мотоциклах с колясками из общего зачёта Чемпионата мира по шоссейно-кольцевым мотогонкам и выделения его в отдельную серию (с 1997 по 2000 год она носила статус Кубка). Первые успехи пришли в 2000-м, когда с пассажиром Кристианом Парцером он поднялся на первый в карьере подиум в Гран-При ЮАР, одержал первую победу в Гран-При Германии и по итогам сезона стал бронзовым призером Чемпионата мира.
В 2002 году Штайнхаузен чуть не стал чемпионом, набрав равное количество очков со Стивом Эбботтом. Судьба титула решалась в последней гонке в Италии. Её выиграл Клаус Клаффенбёк, следом финишировали Стив Уэбстер, Йорг Штайнхаузен, Том Хэнкс и Стив Эбботт. Штайнхаузен и Эбботт по итогам гонки имели равное количество очков в чемпионата, на благодаря большему количеству побед чемпионом становился Эбботт. Штайнхаузен подал протест против Стива Уэбстера, сославшись на нарушение технического регламента; при дисквалификации Уэбстера Штайнхаузен получил бы на 4 очка больше, а Эббот — на два, что сделало бы первого чемпионом. Инспекция FIM протест отклонила, и чемпионом стал Эбботт.
Штайнхаузен выступал в Чемпионате до 2005 года (пропустив, тем не менее, состоящий из трёх этапов Кубок мира 2004-го), завоевал ещё две «бронзы». В 2005 году он был одним из претендентов на титул, но внезапно отказался выходить на старт третьего заезда этапа в Хорватии, объявив о завершении карьеры за несколько этапов до конца чемпионата.
В 2012 году Штайнхаузен сенсационно вернулся в Чемпионат мира при заводской поддержке BMW.
В 2014 году после серьёзной аварии во время квалификации перед Гран-При Хорватии Йорг Штайнхаузен повторно объявил об окончании карьеры.

## Вне гонок
Йорг Штайнхаузен окончил Кёльнский университет прикладных наук (TH Köln) по инженерной специальности. С 2007 года он работает на различных должностях в немецкой компании BPW Bergische Achsen KG logo, поставляющей шасси для прицепов и полуприцепов для коммерческого транспорта и сельского хозяйства.

## Результаты выступлений в Чемпионате мира по шоссейно-кольцевым гонкам на мотоциклах с колясками
| Легенда к таблице |                                                 |
| --- | ----------------------------------------------- |
| В таблице перечислены результаты всех этапов чемпионата мира, в которых принимал участие гонщик либо пассажир. Строками таблицы являются сезоны, столбцами все гонки этапов чемпионата мира, напарник и мотоцикл. В клетках указаны сокращённое название этапа и результат, клетка дополнительно обозначена цветом. Расшифровка обозначений и цветов представлена в нижеследующей таблице. |                                                 |
| \| Пример \| Описание \| \| ------------ \| ----------------------------------------------- \| \| 1 \| Победитель \| \| 2 \| Второе место \| \| 3 \| Третье место \| \| \| Финишировал в очковой зоне \| \| \| Финишировал вне очковой зоны \| \| НКЛ \| Не классифицирован \| \| Сход \| Не финишировал \| \| НКВ \| Не прошёл квалификацию \| \| НПКВ \| Не прошёл предварительную квалификацию \| \| ДСК \| Дисквалифицирован \| \| ИСК \| Исключён из протокола соревнований \| \| НС \| Не стартовал в гонке \| \| Т \| Травмирован или болен \| \| ОТК \| Отказ от участия \| \| НТР \| Прибыл на соревнования, но на трассу не выезжал \| \| НПР \| Не прибыл к началу соревнований \| \| НД \| Недопущен до старта \| \| О \| Гонка отменена \| \| НУ \| Не участвовал \| \| Поул-позиция \| \| \| Быстрый круг \| \| |                                                 |
| Пример | Описание                                        |
| 1 | Победитель                                      |
| 2 | Второе место                                    |
| 3 | Третье место                                    |
| | Финишировал в очковой зоне                      |
| | Финишировал вне очковой зоны                    |
| НКЛ | Не классифицирован                              |
| Сход | Не финишировал                                  |
| НКВ | Не прошёл квалификацию                          |
| НПКВ | Не прошёл предварительную квалификацию          |
| ДСК | Дисквалифицирован                               |
| ИСК | Исключён из протокола соревнований              |
| НС | Не стартовал в гонке                            |
| Т | Травмирован или болен                           |
| ОТК | Отказ от участия                                |
| НТР | Прибыл на соревнования, но на трассу не выезжал |
| НПР | Не прибыл к началу соревнований                 |
| НД | Недопущен до старта                             |
| О | Гонка отменена                                  |
| НУ | Не участвовал                                   |
| Поул-позиция |                                                 |
| Быстрый круг |                                                 |

| Год  | Пассажир         | Мотоцикл   | 1        | 2        | 3        | 4        | 5        | 6      | 7        | 8         | 9      | 10     | 11     | 12   | 13   | 14  | 15   | 16   | Место | Очки |
| ---- | ---------------- | ---------- | -------- | -------- | -------- | -------- | -------- | ------ | -------- | --------- | ------ | ------ | ------ | ---- | ---- | --- | ---- | ---- | ----- | ---- |
| 1997 | Франк Шмидт      | LCR-ADM    | HUN      | AUT      | FRA      | CZE      | GER 13   | SWE    | BRN 9    | JUG       | ESP    |        |        |      |      |     |      |      | 20    | 10   |
| 1998 | Франк Шмидт      | LCR-Suzuki | AUT Сход | NED      | GBR      | CZE      | GER 8    | CRO 7  |          |           |        |        |        |      |      |     |      |      | 13    | 17   |
| 1999 | Франк Шмидт      | LCR-Suzuki | AUS Сход | GBR 4    | ESP Сход |          |          | SMA 6  | EUR ДСК  | AUT 4     | NED 8  | HOC 4  |        |      |      |     |      |      | 8     | 57   |
| 1999 | Кристиан Парцер  | LCR-Suzuki |          |          |          | ITA Сход | GER Сход |        |          |           |        |        |        |      |      |     |      |      | 8     | 57   |
| 2000 | Кристиан Парцер  | LCR-Suzuki | RSA 3    | AUS 2    | GBR 2    | ITA Сход | HOC 1    | MIS 5  | ESP 3    | GBR 3     | NED 1  | GER 3  | BRH 4  |      |      |     |      |      | 3     | 178  |
| 2001 | Энди Хитерингтон | LCR-Suzuki | ESP 3    | ITA Сход |          |          |          |        |          |           |        |        |        |      |      |     |      |      | 4     | 91   |
| 2001 | Тревор Хопкинсон | LCR-Suzuki |          |          | DON 3    | GER 9    | MIS 3    | GBR 2  | OSC Сход | NED Сход  | IMO 3  |        |        |      |      |     |      |      | 4     | 91   |
| 2002 | Тревор Хопкинсон | LCR-Suzuki | ESP 2    | RSA 3    | ITA 4    | GBR 2    | GER 1    | MIS 3  | BRH 4    | OSC Сход  | NED 3  | IMO 3  |        |      |      |     |      |      | 2     | 151  |
| 2003 | Тревор Хопкинсон | LCR-Suzuki | ESP Сход | ITA 2    | GER Сход | GBR 3    | MIS 1    | BRH 2  | NED1 2   | NED2 6    | IMO 1  | FRA 1  |        |      |      |     |      |      | 3     | 161  |
| 2005 | Тревор Хопкинсон | LCR-Suzuki | GBR1 3   | GBR2 3   | GBR3 3   | HUN 4    | NUR 1    | GER1 1 | GER2 2   | GER3 Сход | AUT 2  | CRO1 2 | CRO2 6 | CRO3 | CRO4 | NED | SAC1 | SAC2 | 3     | 181  |
| 2012 | Грегори Клюз     | LCR-BMW    | FRA 4    | HUN 1    | CRO1 5   | CRO2 3   | GER 3    | SCH1 2 | SCH2 4   | OSC1 1    | OSC2 3 | FRA 2  |        |      |      |     |      |      | 2     | 175  |
| 2013 | Грегори Клюз     | LCR-BMW    | ESP 1    |          |          |          |          |        |          | SCH1 4    | SCH2 3 |        |        |      |      |     |      |      | 3     | 178  |
| 2013 | Эшли Хоуз        | LCR-BMW    |          | CRO1 2   | CRO2 3   | NED 2    | SAC 3    | OSC1 3 | OSC2 3   |           |        | FRA 2  |        |      |      |     |      |      | 3     | 178  |
| 2014 | Аксель Кёльш     | LCR-BMW    | ESP 2    | GBR 3    | CRO1 НС  | CRO2     | NED1     | SAC    | NED2     | OSC1      | OSC1   | FRA    |        |      |      |     |      |      | 9     | 36   |